# Ysco
Ysco is Belgische producent van roomijs. Het bedrijf werd opgericht in 1949 en behoort tot de Belgische zuivelcoöperatie Milcobel.

## Activiteiten
Ysco produceert vooral voor private label bij de verschillende Europese retailers, maar heeft ook een aantal eigen ijsmerken die worden verspreid in in de sociale catering en de horeca. Enkele eigen merken zijn Ysco en Appassionato.
In 2023 produceerde Ysco ongeveer 190 miljoen liter ijs en is daarmee een van de grootste roomijsproducenten in Europa, zeker in de private-labelmarkt. Het heeft twee productie vestigingen, in Langemark en in Argentan in Frankrijk. In 2023 behaalde het een omzet van 405 miljoen euro met de verkoop van (room)ijsjes op een stick, schepijs en ijstaarten.

## Geschiedenis
Het bedrijf startte in 1949 met de productie van roomijs in Zarren. In 1975 bouwde men een productiehal in Langemark, waar als sinds 1906 een zuivelfabriek actief was, en werd al 200.000 liter ijs geproduceerd.
In 1992 werd Belgomilk cv opgericht, toen acht coöperatieve zuivelbedrijven samensmolten tot Belgomilk-Ysco. De volgende jaren groeide het bedrijf verder uit, onder meer door buitenlandse overnames. Zo nam men in 1998 de roomijsactiviteiten over van OZF-Jamin in het Nederlandse Oosterhout. Ysco werd in 2000 een zelfstandige dochter van Belgomilk cvba. In 2001 volgde de overname van Ségès-Frigécrème in het Franse Argentan. In 2006 verhuisde het machinepark van Oosterhout naar de sites Langemark en Argentan. In Oosterhout lag de productiecapaciteit tussen de 20 en 25 miljoen liter per jaar en was daarmee een kleine vestiging.
In juli 2024 werd de verkoop bekendgemaakt van Ysco aan het Amerikaanse Davidson Kempner Capital Management LP met Afendis Capital Management Limited als operationele partner. Financiële gegevens van de transactie zijn niet bekendgemaakt. De transactie moet worden goedgekeurd door de toezichthouders.